# Aisha Sheppard
Aisha Marie Sheppard (Reston, 13 novembre 1998) è una cestista statunitense naturalizzata giordana, professionista nella WNBA.

## Carriera
È stata selezionata dalle Las Vegas Aces al secondo giro del Draft WNBA 2022 (23ª scelta assoluta).

## Palmarès
- Campionato WNBA: 1

Las Vegas Aces: 2022